# (362) Havnia
(362) Havnia es un asteroide perteneciente al cinturón de asteroides descubierto el 12 de marzo de 1893 por Auguste Honoré Charlois desde el observatorio de Niza, Francia.
Está posiblemente nombrado por el nombre latino de Copenhague.